# Ойл-Сіті (Луїзіана)
Ойл-Сіті (англ. Oil City) — місто (англ. town) в США, в окрузі Каддо штату Луїзіана. Населення — 901 особа (2020).

## Географія
Ойл-Сіті розташований за координатами 32°44′45″ пн. ш. 93°58′30″ зх. д. / 32.74583° пн. ш. 93.97500° зх. д. (32.745752, -93.975098).  За даними Бюро перепису населення США в 2010 році місто мало площу 4,78 км², з яких 4,62 км² — суходіл та 0,17 км² — водойми.

## Демографія
Згідно з переписом 2010 року, у місті мешкало 1008 осіб у 418 домогосподарствах у складі 262 родин. Густота населення становила 211 осіб/км².  Було 477 помешкань (100/км²).
Расовий склад населення:
| - 56,8 % — білих - 40,5 % — чорних або афроамериканців - 0,6 % — корінних американців - 0,4 % — азіатів |

До двох чи більше рас належало 1,6 %. Частка іспаномовних становила 0,6 % від усіх жителів.
За віковим діапазоном населення розподілялося таким чином: 28,2 % — особи молодші 18 років, 58,6 % — особи у віці 18—64 років, 13,2 % — особи у віці 65 років та старші. Медіана віку мешканця становила 31,9 року. На 100 осіб жіночої статі у місті припадало 89,1 чоловіків;  на 100 жінок у віці від 18 років та старших — 83,8 чоловіків також старших 18 років.
Середній дохід на одне домашнє господарство  становив 26 859 доларів США (медіана — 20 611), а середній дохід на одну сім'ю — 29 743 долари (медіана — 22 692). Медіана доходів становила 25 208 доларів для чоловіків та 20 909 доларів для жінок. За межею бідності перебувало 35,9 % осіб, у тому числі 49,3 % дітей у віці до 18 років та 28,2 % осіб у віці 65 років та старших.
Цивільне працевлаштоване населення становило 303 особи. Основні галузі зайнятості: роздрібна торгівля — 23,4 %, сільське господарство, лісництво, риболовля — 14,2 %, освіта, охорона здоров'я та соціальна допомога — 11,2 %, виробництво — 9,2 %.